# 1992-es Formula–1 dél-afrikai nagydíj
A dél-afrikai nagydíj volt az 1992-es Formula–1 világbajnokság szezonnyitó futama.

## Futam
A bajnokság dél-afrikai nagydíjal Kyalamiban kezdődött, a Formula–1 1985 után először tért vissza a Dél-afrikai Köztársaságba. Mansell szerezte meg a pole-t Senna, Berger és Patrese előtt. A rajtnál mindkét McLaren visszaesett, Mansell hamar elhúzott Patresétől és Sennától. Az élen haladók sorrendje a boxkiállások alatt sem változott. Alesi motorja a 41. körben tönkrement, így a Schumacher szerezte meg a negyedik helyet a dobogós Mansell, Patrese és Senna mögött.
| Helyezés | #  | Versenyző            | Csapat/Motor          | Futott körök | Idő/Kiesés oka    | Rajthely | Pontszám |
| -------- | -- | -------------------- | --------------------- | ------------ | ----------------- | -------- | -------- |
| 1        | 5  | Nigel Mansell        | Williams-Renault      | 72           | 1:36:45,320       | 1        | 10       |
| 2        | 6  | Riccardo Patrese     | Williams-Renault      | 72           | +24,360           | 4        | 6        |
| 3        | 1  | Ayrton Senna         | McLaren-Honda         | 72           | +34,675           | 2        | 4        |
| 4        | 19 | Michael Schumacher   | Benetton-Ford         | 72           | +47,863           | 6        | 3        |
| 5        | 2  | Gerhard Berger       | McLaren-Honda         | 72           | +1:13,634         | 3        | 2        |
| 6        | 12 | Johnny Herbert       | Lotus-Ford            | 71           | +1 kör            | 11       | 1        |
| 7        | 26 | Érik Comas           | Ligier-Renault        | 71           | +1 kör            | 13       |          |
| 8        | 10 | Szuzuki Aguri        | Footwork-Mugen-Honda  | 70           | +2 kör            | 16       |          |
| 9        | 11 | Mika Häkkinen        | Lotus-Ford            | 70           | +2 kör            | 21       |          |
| 10       | 9  | Michele Alboreto     | Footwork-Mugen-Honda  | 70           | +2 kör            | 17       |          |
| 11       | 33 | Maurício Gugelmin    | Jordan-Yamaha         | 70           | +2 kör            | 23       |          |
| 12       | 30 | Katajama Ukjó        | Larrousse-Lamborghini | 68           | +4 kör            | 18       |          |
| 13       | 7  | Eric van de Poele    | Brabham-Judd          | 68           | +4 kör            | 26       |          |
| Kiesett  | 3  | Olivier Grouillard   | Tyrrell-Ilmor         | 62           | Motorhiba         | 12       |          |
| Kiesett  | 25 | Thierry Boutsen      | Ligier-Renault        | 60           | Üzemanyagrendszer | 14       |          |
| Kiesett  | 22 | Pierluigi Martini    | Dallara-Ferrari       | 56           | Kuplung           | 25       |          |
| Kiesett  | 24 | Gianni Morbidelli    | Minardi-Lamborghini   | 55           | Motorhiba         | 19       |          |
| Kiesett  | 21 | Jyrki Järvilehto     | Dallara-Ferrari       | 44           | Váltó             | 24       |          |
| Kiesett  | 23 | Christian Fittipaldi | Minardi-Lamborghini   | 43           | Generátor         | 20       |          |
| Kiesett  | 4  | Andrea de Cesaris    | Tyrrell-Ilmor         | 41           | Motorhiba         | 10       |          |
| Kiesett  | 27 | Jean Alesi           | Ferrari               | 40           | Motorhiba         | 5        |          |
| Kiesett  | 28 | Ivan Capelli         | Ferrari               | 28           | Motorhiba         | 9        |          |
| Kiesett  | 15 | Gabriele Tarquini    | Fondmetal-Ford        | 23           | Motorhiba         | 15       |          |
| Kiesett  | 16 | Karl Wendlinger      | March-Ilmor           | 13           | Túlmelegedés      | 7        |          |
| Kiesett  | 29 | Bertrand Gachot      | Larrousse-Lamborghini | 8            | Kormány           | 22       |          |
| Kiesett  | 20 | Martin Brundle       | Benetton-Ford         | 1            | Kuplung           | 8        |          |
| NK       | 17 | Paul Belmondo        | March-Ilmor           |              |                   |          |          |
| NK       | 14 | Andrea Chiesa        | Fondmetal-Ford        |              |                   |          |          |
| NK       | 32 | Stefano Modena       | Jordan-Yamaha         |              |                   |          |          |
| NK       | 8  | Giovanna Amati       | Brabham-Judd          |              |                   |          |          |
| Kiz      | 34 | Alex Caffi           | Andrea Moda-Judd      |              |                   |          |          |
| Kiz      | 35 | Enrico Bertaggia     | Andrea Moda-Judd      |              |                   |          |          |

## A világbajnokság élmezőnyének állása a verseny után
| H  | Versenyzők         | Pont | H  | Konstruktőrök    | Pont |
| -- | ------------------ | ---- | -- | ---------------- | ---- |
| 1. | Nigel Mansell      | 10   | 1. | Williams-Renault | 16   |
| 2. | Riccardo Patrese   | 6    | 2. | McLaren-Honda    | 6    |
| 3. | Ayrton Senna       | 4    | 3. | Benetton-Ford    | 3    |
| 4. | Michael Schumacher | 3    | 4. | Lotus-Ford       | 1    |
| 5. | Gerhard Berger     | 2    |    |                  |      |

## Statisztikák
Vezető helyen:
- Nigel Mansell: 72 (1-72)

Nigel Mansell 22. győzelme, 17. pole-pozíciója, 23. leggyorsabb köre, 2. mesterhármasa (gy, pp, lk)
- Williams 52. győzelme.

Christian Fittipaldi , Katajama Ukjó és Andrea Chiesa első versenye.